# Росоман (община Росоман)
 Тази статия е за селото в Северна Македония.  За селото в България вижте Росоман.  
Росоман (на македонска литературна норма: Росоман) е село в централната част на Северна Македония. Росоман е едно най-големите села в цяла Северна Македония, административен център на едноименната Община Росоман.

## География
Селото е разположено в областта Тиквеш, южно от град Велес.

## История
В поменик на Зографския манастир в Света гора от XVI -XVIII век село Ро̀соман е отбелязано като част от българската земя, от областта „Пефлагония“ и са изброени имената на няколко местни жители. В статия за „Цариградски вестник“ от 7 март 1859 година Йордан Хаджиконстантинов-Джинот пише, че селото има 65 къщи и „много древни замечателства“.
В XIX век Росоман е българско село в нахия Неготино на Тиквешка кааза на Османската империя. Според статистиката на Васил Кънчов („Македония. Етнография и статистика“) от 1900 г. Росоманъ има 1040 жители, от които българите мохамедани са 940, а българите християни 100.
В началото на XX век християнските жители на селото са под върховенството на Българската екзархия. По данни на секретаря на екзархията Димитър Мишев („La Macédoine et sa Population Chrétienne“) през 1905 година в Росоман има 80 българи екзархисти.
След Междусъюзническата война в 1913 година селото попада в Сърбия.
На етническата си карта от 1927 година Леонард Шулце Йена показва Росоман (Rosoman) като смесено българско християнско и българо-мохамеданско (помашко) село. След Втората световна война мюсюлманските жители на Росоман се изселват и на тяхно място се заселват християни от Македония и Източна Сърбия.
Според преброяването от 2002 година селото има 2554 жители, от които:
| Националност     | Всичко |
| северномакедонци | 2285   |
| албанци          | 0      |
| турци            | 0      |
| роми             | 2      |
| власи            | 0      |
| сърби            | 238    |
| бошняци          | 0      |
| други            | 29     |

## „Света Троица“
Централната църква на Росоманската парохия „Света Троица“ е изградена в 1990 година от Инициативен комитет от село Росоман. Темелният камък е осветен от митрополит Михаил Повардарски. Митрополит Агатангел Повардарски сменя престолните икони, апостолите, дверите, чийто иконописец е Златко Александърски. Направен е владишки стол в средата на църквата и малък владишки стол в олтара. Църквата е осветена на 28 октомври 2007 година от митрополит Агатангел.